# Яблоново (Пільський повіт)
Яблоново (пол. Jabłonowo, нім. Gabelnau) — село в Польщі, у гміні Уйсьце Пільського повіту Великопольського воєводства.
Населення — 536 осіб (2011).
У 1975-1998 роках село належало до Пільського воєводства.

## Демографія
Демографічна структура станом на 31 березня 2011 року:
|          | Загалом | Допрацездатний вік | Працездатний вік | Постпрацездатний вік |
| -------- | ------- | ------------------ | ---------------- | -------------------- |
| Чоловіки | 266     | 52                 | 193              | 21                   |
| Жінки    | 270     | 56                 | 175              | 39                   |
| Разом    | 536     | 108                | 368              | 60                   |